# عبد العزيز عبد الكريم
عبد العزيز حسين عبد الكريم هو عداء سريع كويتي، ولد في 18 أكتوبر 1952.

## وصلات خارجية
- عبد العزيز عبد الكريم على موقع الاتحاد الدولي لألعاب القوى (الإنجليزية)
- عبد العزيز عبد الكريم على موقع أوليمبيديا (الإنجليزية)